# Vaccinium kunthianum
Vaccinium kunthianum är en ljungväxtart som beskrevs av Johann Friedrich Klotzsch. Vaccinium kunthianum ingår i Blåbärssläktet, och familjen ljungväxter. Inga underarter finns listade i Catalogue of Life.